# Казачьи Лагери (Каховский район)
Казачьи Лагери (укр. Козачі Лагері) — село в Горностаевской поселковой общине Каховского района Херсонской области Украины.
Население по переписи 2001 года составляло 504 человека. Почтовый индекс — 74622. Телефонный код — 5544. Код КОАТУУ — 6522682001.

## Местный совет
74622, Херсонская обл., Горностаевский р-н, с. Казачьи Лагери, ул. Ленина, 13.